# Léon Letellier
Pour les articles homonymes, voir Letellier.
Léon Letellier est un bassoniste et pédagogue français, né le 16 mars 1859 à Marseille et mort le 21 janvier 1943 à Paris (18e arrondissement).

## Biographie
Clément-Léon Letellier naît le 16 mars 1859 à Marseille,. 
Il étudie le basson au conservatoire de sa ville natale avant de se perfectionner au Conservatoire de Paris, où il obtient en 1879 un premier prix dans la classe d'Eugène Jancourt,.
Il est soliste des Concerts Colonne de 1883 à 1889 et est reçu basson solo de l'orchestre de l'Opéra de Paris en 1887, poste qu'il occupe jusqu'en 1924. Il est également basson solo de l'orchestre de la Société des concerts du Conservatoire de 1890 à 1921 et fait partie de la Société de musique de chambre pour instruments à vent.
Dédicataire en 1921 de la Sonate pour basson et piano de Camille Saint-Saëns, il est nommé professeur de basson au Conservatoire de Paris en 1922, où il prend la succession d'Eugène Bourdeau. Il y enseigne jusqu'en 1933, lorsqu'il est remplacé à sa retraite par Gustave Dhérin. 
Officier d'académie dans l'ordre des Palmes académiques en 1895, Letellier est promu officier de l'Instruction publique en 1904. Il est l'auteur avec Édouard Flament de l'article consacré au basson dans l'Encyclopédie de la musique et dictionnaire du Conservatoire de Lavignac et de La Laurencie.
Il meurt à Paris le 21 janvier 1943 en son domicile du 123, rue Caulaincourt (18e arrondissement).

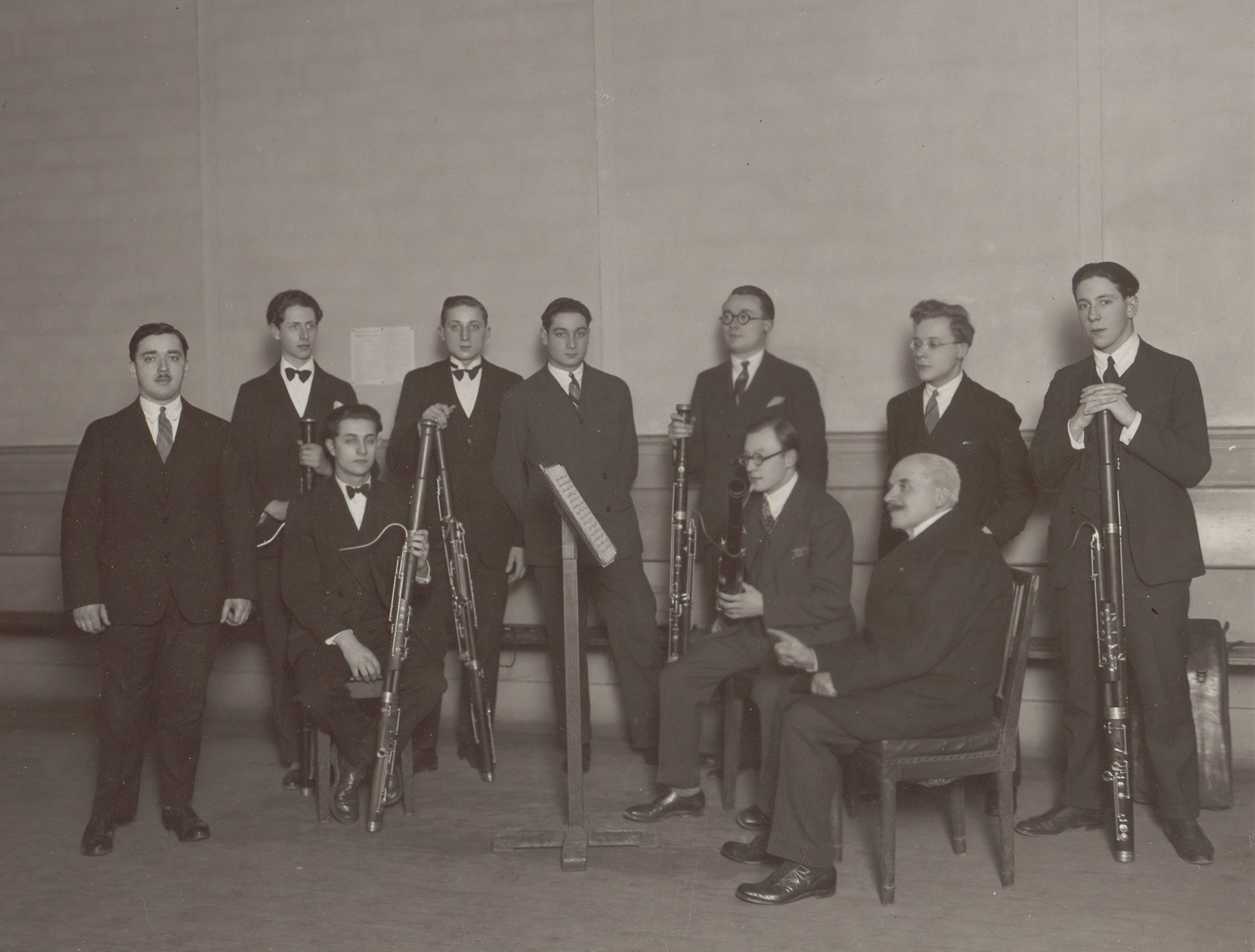
La classe de basson de Léon Letellier au Conservatoire de Paris (1929-1930).